# Gouvernement Touré
Mbaye Dionne I
Le gouvernement Touré est le gouvernement de la république du Sénégal dirigé par le Premier ministre Aminata Touré entre le 2 septembre 2013 et le 6 juillet 2014. Il s'agit du second gouvernement de la présidence de Macky Sall.

## Composition au 2 septembre 2013
Le gouvernement mené par Aminata Touré est composé de 31 ministres et un ministre délégué, alors que l'équipe précédente comptait 30 membres. La composition s'est faite majoritairement à partir des ministres sortants du gouvernement Mbaye, auxquels viennent s'ajouter huit nouveaux ministres, dont Sidiki Kaba, avocat et défenseur des droits de l'Homme, nommé à la Justice.
- Augustin Tine, ministre des Forces armées
- Awa Marie Coll Seck, ministre de la Santé et de l’Action sociale
- Mankeur Ndiaye, ministre des Affaires étrangères et des Sénégalais de l’extérieur
- Sidiki Kaba, garde des Sceaux, ministre de la Justice
- Abdoulaye Daouda Diallo, ministre de l’Intérieur
- Amadou Ba, ministre de l’Économie et des Finances
- Papa Abdoulaye Seck, ministre de l’Agriculture et de l’Équipement rural
- Diène Farba Sarr, ministre de la promotion des Investissements et des partenariats
- Mor Ngom, ministre de l’Environnement et du Développement durable
- Thierno Alassane Sall, ministre des Infrastructures, du Transport terrestre et du Désenclavement
- Anta Sarr, ministre de la Femme, de la Famille et de l’Enfance
- Abdoulaye Baldé, ministre du Plan
- Benoît Sambou, ministre de la Jeunesse, de l’Emploi et de la Promotion des valeurs civiques
- Abdoul Aziz Mbaye, ministre de la Culture et du Patrimoine
- Mary Teuw Niane, ministre de l’Enseignement supérieur et de la Recherche
- Cheikh Habiboulaye Dièye, ministre de la Communication et de l’Économie numérique
- Serigne Mbaye Thiam, ministre de l’Éducation nationale
- Aly Ngouille Ndiaye, ministre de l’Industrie et des Mines
- Alioune Sarr, ministre du Commerce, de l’Entrepreneuriat et du Secteur informel
- Aminata Mbengue Ndiaye, ministre de l’Élevage et des Productions animales
- Abdou Latif Coulibaly, ministre de la Promotion de la Bonne gouvernance, chargé des relations avec les Institutions, porte-parole du Gouvernement
- Maimouna Ndoye Seck, ministre de l’Énergie
- Omar Youm, ministre de l’Aménagement du Territoire et des Collectivités locales
- Mbagnick Ndiaye, ministre des Sports et de la Vie associative
- Khoudia Mbaye, ministre de l’Urbanisme et de l’Habitat
- Haïdar El Ali, ministre de la Pêche et des Affaires maritimes
- Mansour Sy, ministre de la Fonction publique, du Dialogue social et des Organisations professionnelles
- Pape Diouf, ministre de l’Hydraulique et de l’Assainissement
- Oumar Guèye, ministre du Tourisme et des Transports aériens
- Mamadou Talla, ministre de la Formation professionnelle, de l’Apprentissage et de l’Artisanat
- Khadim Diop, ministre de la Restructuration et de l’Aménagement des Zones d’inondation
  - Mouhamadou Mactar Cissé, ministre délégué auprès du ministre de l’Économie et des Finances, chargé du Budget[1].